# Vladivostok
Vladivostok (Rusește: Владивосток) este un oraș în Rusia. Este situat în regiunea Primorie din Siberia de est. Este principalul port al Federației Ruse la Oceanul Pacific, deținând flota maritimă comercială și militară din Pacific.
Populația orașului la recensământul din 2002 era de 594.701 locuitori.

## Scurt istoric
Fortăreața navală Vladivostok a fost înființată în anul 1859 de Contele Nikolai Muraviov-Amurski, care a numit-o astfel după fortăreața  similară Vladikaukaz. În anul 1871 a fost inaugurată o linie de telegraf între Vladivostok, Shanghai și Nagasaki. Statutul orașului de port permanent în Pacific a fost garantat in 22 aprilie 1880.  Stema orașului a fost adoptată în anul 1883 și reprezintă un tigru siberian.

## Economia
Orașul deține o considerabilă bază navală în Oceanul Pacific, are o industrie de construcții-reparații căi ferate, pescuit industrial și, începând cu anul 2009 o fabrică de automobile Sollers.

## Clima
- temperatura medie anuală: +4,8 °C
- temperatura medie în luna ianuarie: −13,2 °C
- temperatura medie în luna august: +20,6 °C
- precipitații medii anuale: 799 mm (veri călduroase)

## Orașe înfrățite
- Niigata (Japonia)
- Akita (Japonia)
- Hakodate (Japonia)
- Busan (Coreea de Sud)
- Dalian (Republica Populară Chineză)
- San Diego (SUA)
- San Francisco (SUA)
- Tacoma (SUA)